# میرزا محمد ناظم‌العلما
میرزا محمد ناظم العلما    از سیاستمداران ایرانی بود، که در دوره نخست بعنوان نماینده سه شهر نهاوند، ملایر و تویسرکان در مجلس شورای ملی حضور داشت.